# Falaka

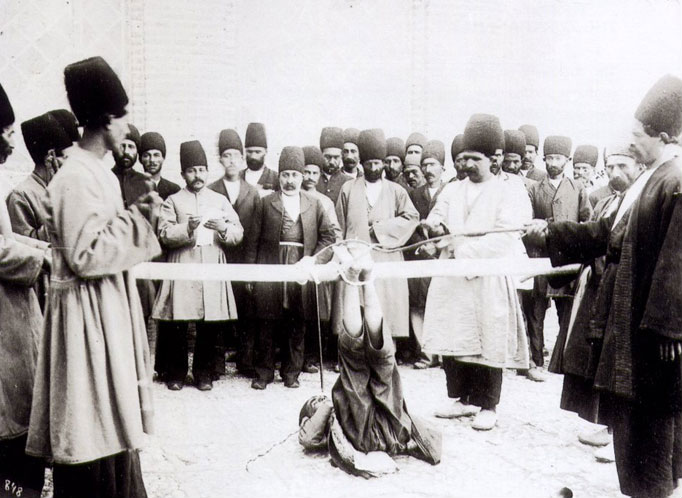
Càstig d'un criminal a l'Iran mitjançant la falka a principis del segle XX

La falaka és un mètode de tortura i una pena corporal que consisteix a copejar les plantes dels peus amb vares. A la segona meitat del segle xx va ser un dels mètodes de tortura més usats pel règim dels coronels de Grècia.
La flagel·lació dels peus és una forma de càstig corporal en què les plantes dels peus nus d'una persona són assotades amb diversos objectes (com un bastó o una canya). Assotar les plantes dels peus descalços també és una pràctica sexual sadomasoquista.

## Història
Les primeres mencions de aquest tipus de càstig a Europa són de 1537 i de la Xina 960, però, també es poden trobar referències a aquesta pràctica a la Bíblia. Es coneix amb diversos noms, segons les diferents llengües, que inclouen bastinado (bastonada) o falaka, aquest darrer nom prové de la regió de l'Orient Mitjà.

## Descripció i conseqüències

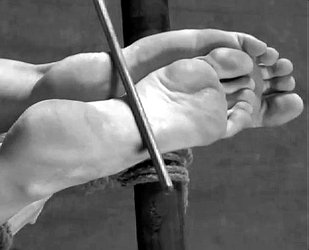
Colpejar els peus amb un bastó

El càstig incessant a les plantes dels peus ha estat descrit clínicament pel doctor Nicholas Gage, citat per Edward Peters, de la manera següent:
| « | Cada cop de vara no només se sent a la planta dels peus, dolorosament doblegats cap amunt quan el pal aixafa els delicats nervis situats entre el taló i les prominències metatarsianes dels peus; el dolor puja vertiginosament pels músculs estesos de la cama i esclata a la part del darrere del crani. Tot el cos pateix atroçment i la víctima es retorça com un cuc pel dolor. | » |

D'aquesta manera “la víctima sent immediatament dolor i inflor, i aquesta última s'estén cap amunt, fins més enllà del turmell. Es redueix el funcionament dels turmells, els peus i els dits dels peus. A la meitat dels casos posteriorment examinats per experts, les seqüeles cròniques de la falanga subsisteixen de dos a set anys després de l'aplicació de la tortura”. En un informe clínic sobre les seqüeles somàtiques d'aquesta tortura, publicat per Amnistia Internacional el 1982, s'afirma que pot produir una síndrome de compartiment tancat : "edemes i sagnia en compartiments que allotgen vasos i nervis que passen de la planta al peu, a aquest cas indicats per plantes dels peus tirants, ossos tarsians fixos, caminar defectuós, impossibilitat per utilitzar tot el peu, manifestada amb una síndrome del panxell (la part de la cama entre la cuixa i el turmell)".